# بنايوس
قرية بنايوس هي إحدى القرى التابعة لمركز الزقازيق في محافظة الشرقية في جمهورية مصر العربية. حسب إحصاءات سنة 2006، بلغ إجمالي السكان في بنايوس 18396 نسمة، منهم 9430 رجل و8966 امرأة.

## التاريخ
ذكرها علي مبارك في كتابه الخطط التوفيقية، حيث ذكر أنها من قرى مديرية الشرقية بمركز القنيات، وأن بها مسجد بمنارة وضريح، وجملة أراضيها 1,095 فدان وأهلها 1987 نسمة.